# 1481
| [ Edytuj tabelę ]                          | |
| Król Polski                                | - 1447 Kazimierz IV Jagiellończyk 1492 |
| Książę Albanii                             | - 1446 Lekë Dukagjini 1481 |
| Współksiążęta Andory                       | - 1472 Pere de Cardona 1512 - 1479 Franciszek Febus 1483 |
| Król Anglii                                | - 1471 Edward IV 1483 |
| Król Aragonii i Walencji, hrabia Barcelony | - 1479 Ferdynand Aragoński 1516 |
| Władca Azteków                             | - 1468 Axayacatl 1481 - 1481 Tizoc 1486 |
| Elektor Brandenburgii                      | - 1471 Albrecht III Achilles 1486 |
| Książę Bawarii-Landshut                    | - 1479 Jerzy Bogaty 1503 |
| Książę Bawarii-Monachium                   | - 1460 Zygmunt 1501 - 1465 Albert IV Mądry 1503 |
| Książę Burgundii                           | - 1477 Maria Burgundzka 1482 |
| Sułtan Brunei                              | - 1473 Bolkiah 1521 |
| Cesarz Chin                                | - 1464 Chenghua 1487 |
| Król Cypru                                 | - 1474 Katarzyna Cornaro 1489 |
| Król Czech                                 | - 1469 Maciej Korwin 1490 |
| Król Danii                                 | - 1448 Chrystian I 1481 - 1481 Jan Oldenburg 1513 |
| Dalajlama                                  | - 1475 Gendun Gjaco 1541 |
| Władca Egiptu                              | - 1468 Ka'itbaj 1496 |
| Cesarz Etiopii                             | - 1478 Yskyndyr 1494 |
| Król Francji                               | - 1461 Ludwik XI 1483 |
| Hrabia Holandii                            | - 1477 Maria Burgundzka 1482 |
| Władca Inków                               | - 1471 Tupac Yupanqui 1493 |
| Cesarz Japonii                             | - 1464 Go-Tsuchimikado 1500 |
| Kalif                                      | - 1479 Al-Mutawakkil II 1497 |
| Król Kastylii i Leónu                      | - 1474 Izabela I Katolicka 1504 |
| Patriarcha Konstantynopola                 | - 1476 Maksym III Manasses 1481 - 1481 Symeon I z Trapezuntu 1486 |
| Władca Korei                               | - 1469 Sŏngjong 1494 |
| Wielki książę litewski                     | - 1440 Kazimierz IV Jagiellończyk 1492 |
| Cesarz Majapahitu                          | - 1474 Girindrawardhana 1498 |
| Sułtan Maroka                              | - 1472 Muhammad asz-Szajch al-Mahdi 1505 |
| Książę Mediolanu                           | - 1476 Gian Galeazzo 1494 |
| Senior Monako                              | - 1458 Lambert Grimaldi 1494 |
| Wielki książę moskiewski                   | - 1462 Iwan III Srogi 1505 |
| Król Nawarry                               | - 1479 Franciszek Febo z Foix 1483 |
| Król Norwegii                              | - 1450 Chrystian I 1481 - 1481 interregnum 1483 |
| Sułtan Omanu                               | - 1451 Umar ibn al-Chattab 1490 |
| Elektor Palatynatu                         | - 1476 Filip Wittelsbach 1508 |
| Papież                                     | - 1471 Sykstus IV 1484 |
| Król Portugalii                            | - 1438 Alfons V 1481 - 1481 Jan II 1495 |
| Cesarz Rzymski (niemiecki)                 | - 1440 Fryderyk III Habsburg 1493 |
| Kapitanowie Regenci San Marino             | - 1480 Evangelista di Girolamo Belluzzi Antonio di Polinoro Lunardini 1481 - 1481 Marino di Venturino Fabrizio di Pier Leone Corbelli 1481 - 1481 Bartolo di Antonio Maurizio di Antonio Lunardini 1482 |
| Elektor Saksonii                           | - 1464 Ernest Wettyn 1486 |
| Król Szkocji                               | - 1460 Jakub III 1488 |
| Król Szwecji                               | - 1471 Sten Sture Starszy 1497 |
| Król Tajlandii                             | - 1448 Borommatrailokkanat 1488 |
| Sułtan Turków                              | - 1451 Mehmed II Zdobywca 1481 - 1481 Bajazyd II 1512 |
| Doża Wenecji                               | - 1478 Giovanni Mocenigo 1485 |
| Król Węgier                                | - 1458 Maciej Korwin 1490 |
| Cesarz Wietnamu                            | - 1460 Lê Thánh Tông 1497 |
| Wielki mistrz zakonu krzyżackiego          | - 1477 Martin Truchsess von Wetzhausen 1489 |

Rok 1481 / MCDLXXXI
stulecia: XIV wiek ~
XV wiek ~
XVI wiek

lata: 1471 «
1476 «
1477 «
1478 «
1479 «
1480 «
1481
» 1482
» 1483
» 1484
» 1485
» 1486
» 1491

## Wydarzenia w Polsce
- W dokumentach historycznych pojawiła się po raz pierwszy Biała Podlaska

## Wydarzenia na świecie
- 3 maja:
  - Bajazyd II został sułtanem Imperium osmańskiego.
  - w trzęsieniu ziemi na wyspie Rodos na Morzu Egejskim zginęło około 30 tys. osób.
- 21 maja – Jan Oldenburg został królem Danii.
- 28 sierpnia – Jan II został królem Portugalii.
- 26 grudnia – zwycięstwo wojsk Stanów Prowincjonalnych Holandii nad siłami księstwa biskupiego Utrechtu w bitwie pod Westbroek.
- Nastąpiła inkorporacja hrabstwa Prowansji do Francji.

## Urodzili się
- 2 marca – Franz von Sickingen, zwolennik reformacji, przywódca powstania przeciwko arcybiskupowi Trewiru (zm. 1523).
- Jakub Potocki, podkomorzy halicki, protoplasta rodu Potockich (ur. ok. 1481) - (zm. przed 1551)

## Zmarli
- 24 lutego – Konstanty z Fabriano, włoski dominikanin, błogosławiony katolicki (ur. początek XV w.)
- 3 maja – Mehmed II Zdobywca, sułtan Turcji (ur. 1432)
- 21 maja – Chrystian I Oldenburg, król Danii, Norwegii i Szwecji (ur. 1426)
- 28 sierpnia – Alfons V, król Portugalii (ur. 1432)

- Data dzienna nieznana:
  - Axayacatl – szósty tlatoani (władca) Azteków (Méxicas; ur. ok. 1390)
  - Ikkyū Sōjun – japoński mistrz zen, poeta, malarz (ur. 1394)
  - Mahmud Gawan – regent i premier sułtanatu Bahmanidów (ur. 1411)